# ريم صالح القرق
ريم صالح القرق مؤلفة قصص أطفال من الأمارات العربية المتحدة متميزة في التواصل مع جيل الصغار. وهي أول امرأة عربية تدخل موسوعة "غينس" للأرقام القياسية لإنجازها أكبر لوحة فسيفساء في العالم، تمكنت من تسجيل اسمها في مقدمة صفحات الطبعة العربية من كتاب جينس للأرقام القياسية للعام 2009، من خلال لوحة فسيفساء خشبية حملت اسم «رؤية الصحراء».

## البداية
لعبت ابنة الكاتبة دوراً رئيسيا في دخولها إلى مجال كتابة قصص الأطفال حينما بحثت ريم عن هدية تستحقها، ولم تجد إلا أن تقدم لها قصة طفولية فيها من الفائدة ما يكفي، بالطبع لا تريدها إنجليزية لأنها لغة سهلة الاكتساب والمعرفة، بحكم المعيشة المتقطعة في لندن.. بحثت ريم عن قصص عربية مقنعة، ولم تجد ما يحقق فضولها في الجوهر والشكل والصور الجاذبة، فأخذت على عاتقها أن تنجز الهدف ذاتياً، من وحي الشوق إلى الوطن؛ جلست وفكرت ثم أبدعت تأليفاً في قصة وطنية أسمتها «ود ووليد»، سرعان ما تحولت إلى سلسلة قصصية، وهي الأولى التي تهديها لابنتها، وتتحدث عن طفلين في اليوم الوطني يجوبان الإمارات السبع فيدركان حقائق كثيرة جميلة ومعبرة، وقد صدرت هذه السلسلة بالتعاون مع مؤسسة محمد بن راشد آل مكتوم. أدى النجاح الذي أحدثته السلسلة القصصية الأولى لها، والصدى الجميل الذي أوجدته في محيطها الأسري والاجتماعي، إلى تحفيزها لمواصلة نهجها الكتابي الموجه للطفولة، كما أن تواجدها في بريطانيا من أجل الدراسة، دفعها لأن تنجز مزيداً من الأعمال الهادفة، لابنتها ولسواها من الصغار، لاسيما وأنها تعيش حالة من الحنين الدائم للوطن، وهو ما يحفزها نحو التعبير الصادر من الأعماق.

## التعليم
- بكالوريوس علوم مختبرات طبية من جامعة الشارقة 2004 .[3]
- ماجستير في التغذية من (kings college) بريطانيا.[3]
- دكتوراة في السياسات والإدارة الصحية من جامعة برادفورد (Bradford University).[3]

## المنصب
- مدير إدارة الإستراتيجية والتميّز المؤسسي وأستاذ مساعد في السياسة الصحية في جامعة محمد بن راشد للطب والعلوم الصحية.[3]
- عضو مجلس علماء الإمارات.[3]

## المؤلفات
| الكتاب                       | اللغة   | الناشر                    | سنة النشر | عدد الصفحات | الرقم الدولي         | المصدر |
| ---------------------------- | ------- | ------------------------- | --------- | ----------- | -------------------- | ------ |
| ود ووليد في الثامن من ديسمبر | العربية | دبي، اليربوع للكتب        | 2010      | 14          | (ردمك 9789948447115) | [ 4 ]  |
| ود ووليد عند الطبيب          | العربية | دبي، اليربوع للكتب        | 2010      | 14          | (ردمك 9789948447115) | [ 5 ]  |
| ود ووليد: خطة النوم          | العربية | دبي، اليربوع للكتب        | 2010      | 14          | (ردمك 9789948447115) | [ 6 ]  |
| ود ووليد في طريق العودة      | العربية | دبي، اليربوع للكتب        | 2010      | 14          | (ردمك 9789948447115) | [ 7 ]  |
| ود ووليد في سوق الخضار       | العربية | دبي، اليربوع للكتب        | 2010      | 14          | (ردمك 9789948447115) | [ 8 ]  |
| ود ووليد: ماذا تحب؟          | العربية | دبي، اليربوع للكتب        | 2010      | 14          | (ردمك 9789948447115) | [ 9 ]  |
| ود ووليد: يوم في الخيمة      | العربية | دبي، اليربوع للكتب        | 2010      | 14          | (ردمك 9789948447115) | [ 10 ] |
| كعك العيد                    | العربية | بيروت، جروس برس           | 2013      | 32          | (ردمك 9789953468174) | [ 11 ] |
| هدايا مريم                   | العربية | بيروت، جروس برس           | 2014      | 18          | (ردمك 9789953587042) | [ 13 ] |
| ألوان الطيف في داري          | العربية | بيروت، جروس برس           | 2015      | 24          | (ردمك 9789953587103) | [ 14 ] |
| هل أجلب لك فيلا صغيرا        | العربية | أبو ظبي، البرج ميديا      | 2016      | لا يوجد     | (ردمك 9789948497837) | [ 15 ] |
| مطعم المرجان                 | العربية | الشارقة، دار كلمات        | 2016      | 36          | (ردمك 9789948025085) | [ 16 ] |
| القصر الوردي على سطح القمر   | العربية | أبو ظبي، البرج ميديا      | 2016      | 28          | (ردمك 9789948022299) | [ 17 ] |
| ناعمة النعامة                | العربية | أبو ظبي، بداية للأعلام    | 2017      | 32          | (ردمك 9789948027201) | [ 18 ] |
| عسل السدرة                   | العربية | الشارقة، دار كلمات        | 2017      | 36          | (ردمك 9789948102519) | [ 19 ] |
| اليربوع الصغير               | العربية | الشارقة، دار كلمات        | 2018      | 25          | (ردمك 9789948390671) | [ 20 ] |
| بيه البهية                   | العربية | أبو ظبي، البرج ميديا      | 2019      | 26          | (ردمك 9789948377290) | [ 21 ] |
| أبتسم للصورة                 | العربية | الشارقة، دار واو          | 2019      | 28          | (ردمك 9789948367512) | [ 22 ] |
| الجمل والتنين                | العربية | أبو ظبي، البرج ميديا      | 2019      | لا يوجد     | (ردمك 9789948381631) | [ 23 ] |
| سباق الصباح                  | العربية | الشارقة، دار كلمات        | 2019      | 25          | (ردمك 9789948387763) | [ 24 ] |
| خمس وصفات للسعادة            | العربية | أبو ظبي، البرج ميديا      | 2020      | 28          | (ردمك 9789948366102) | [ 25 ] |
| ماذا لو؟                     | العربية | الفجيرة، دار المحيط للنشر | 2023      | 38          | (ردمك 9789948776383) | [ 26 ] |